# Поташов, Валерий Серпионович
Валерий Серпионович Поташов (род. 6 мая 1948 год, посёлок Урожайный, Заводоуковский район, Тюменская область) — российский лётчик-испытатель, начальник лётно-испытательной станции ОАО «Новосибирское Авиационное Производственное Объединение им. В. П. Чкалова». Заслуженный лётчик-испытатель Российской Федерации (1998). Герой Российской Федерации. Полковник запаса.

## Биография
Родился в 1948 году в посёлке Урожайный Тюменской области. В 1966 году получил среднее образование. В 1967 году поступил в Высшее военное авиационное училище лётчиков в Барнауле, которое окончил в 1971 году. С 1971 по 1978 года — инструктор 96-го учебно-боевого авиационного полка выпускного курса БВВАУЛ. Учил курсантов летать на Як-28. С 1978 года — военная служба командиром звена 4-го Гвардейского бомбардировочного авиационного полка 132-й авиадивизии Прибалтийского военного округа в Калининградской области.
С 1980 года по 1998 года — лётчик-испытатель Новосибирского авиационного завода имени Чкалова и с 1998 года — заместитель начальника 195-го ВП МО по лётно-испытательной работе.
Участвовал в освоении 30 типов и модификаций самолетов, испытании более 350 сверхзвуковых самолетов типа: Су-15, Су-24, Су-24М, Су-24МР, Су-24МП, Су-24МК, Су-24М2, Су-27, Су-27ИБ, Су-34.
В 1998 году вышел в запас в звании полковника.
С 1998 года — старший лётчик-испытатель ЛИС филиала ПАО «Компания „Сухой“ „НАЗ им. В. П. Чкалова“». В 2010 году назначен заместителем начальника ЛИС по лётной работе.
В 2016 году В. С. Поташову присвоено звание Герой Российской Федерации за героизм и мужество, проявленные при испытании военной техники.

## Награды
- Герой Российской Федерации (3 октября 2016 г.)
- Заслуженный лётчик-испытатель Российской Федерации — Указом № 1084 Президента Российской Федерации от 11 сентября 1998 года «за особые заслуги в освоении авиационной техники, высокие показатели в воспитании и обучении лётных кадров и многолетнюю безаварийную работу, способствующую прогрессу отечественной авиации»[1].
- Орден Красной Звезды (1984) — за заслуги в области летных испытаний новой и серийной авиационной техники[6].
- Медаль «За безупречную службу» (III степень — 1978; II степень — 1983; I степень — 1988)[6].